# Kukudakhandi
Kukudakhandi es una ciudad censal situada en el distrito de Ganjam en el estado de Odisha (India). Su población es de 7361 habitantes (2011). Se encuentra a 9 km de Brahmapur y a 164 km de Bhubaneswar.

## Demografía
Según el censo de 2011 la población de Kukudakhandi era de 7361 habitantes, de los cuales 3666 eran hombres y 3695 eran mujeres. Kukudakhandi tiene una tasa media de alfabetización del 72,79%, inferior a la media estatal del 72,87%: la alfabetización masculina es del 81,40%, y la alfabetización femenina del 64,34%.